# E-Prix de Seúl
El e-Prix de Seúl es una carrera de automovilismo válida para el campeonato mundial de Fórmula E, que actualmente se disputa en el Circuito callejero de Seúl, en Seúl (Corea del Sur).

## Historia
Los intentos anteriores de Corea del Sur para organizar eventos de automovilismo incluyen el Gran Premio de Corea situado en Yeongam, que se desarrolló entre 2010 y 2013. La baja asistencia y el tiempo de viaje desde Seúl y unas instalaciones del complejo sin completar alrededor de la pista fueron las principales razones de la corta existencia del evento.
El 30 de noviembre de 2018, el CEO de Fórmula E, Alejandro Agag, firmó un acuerdo con Moon Jae-sik, presidente de JSM Holdings. Corea del Sur recibió el derecho de celebrar el Campeonato de Fórmula E desde 2020 hasta 2025. El objetivo es expandir el mercado asiático y proporcionar una plataforma para la cooperación entre la Fórmula E y la tecnología industrial del automóvil de Corea del Sur e innovaciones ecológicas.
La carrera de Fórmula E servirá como una atracción anual para los fanes de los deportes de motor de países cercanos como China y Japón.
Otros tres candidatos en la región de Asia-Pacífico han sido considerados para ser anfitriones siendo estos Australia, Rusia y Nueva Zelanda.
Debido a la pandemia de COVID-19, el e-Prix de Seúl 2020 fue suspendido, siendo homologado según un sistema de banderas como amarillo, manteniendo la oportunidad de celebrarse, y posteriormente como rojo, suspendiéndose la carrera junto al e-Prix de París de 2020.

## Ganadores
| Edición | Piloto          | Equipo           | Circuito | Resultados |
| ------- | --------------- | ---------------- | -------- | ---------- |
| 2021-22 | Mitch Evans     | Jaguar           | Seúl     | Resultados |
| 2021-22 | Edoardo Mortara | Venturi-Mercedes | Seúl     | Resultados |

## Estadísticas

### Pilotos con más victorias
| Victorias | Piloto          | Años |
| --------- | --------------- | ---- |
| 1         | Mitch Evans     | 2022 |
| 1         | Edoardo Mortara | 2022 |

### Equipos con más victorias
| Victorias | Equipo  | Años |
| --------- | ------- | ---- |
| 1         | Jaguar  | 2022 |
| 1         | Venturi | 2022 |